# Pseudomaenas
Pseudomaenas là một chi bướm đêm thuộc họ Geometridae.